# Alexander Leslie
Alexander Leslie, 1º conte di Leven (1580 circa – Castello di Balgonie, 4 aprile 1661), è stato un generale scozzese al servizio degli olandesi e poi della Svezia dal 1605 fino al 1638, quando fu nominato feldmaresciallo dell'esercito svedese.

## Biografia

### Infanzia e formazione
Era figlio del capitano George Leslie e membro del clan Leslie di Balquhain. Sposò nel 1637 Agnese Renton (morta il 29 giugno 1651, figlia di David Renton di Billie) e suo figlio maggiore Gustav Leslie fu colonnello dell'esercito svedese. In età giovanile, Alexander fu accolto presso i Campbell di Glenorchy. L'affidamento costruì un legame forte e ancora sottolineato da Leslie negli anni Quaranta del '600. In effetti è stato questo legame che ha portato Leslie a conoscere esponenti della Casa di Argyll come Lord Lorne, figlio del marchese di Argyll che fu anch'egli ospitato a Glenorchy. Questo rapporto spiega anche la presenza di membri del clan Campbell nel reggimento comandato da Leslie in Svezia, in particolare il capitano Charles Campbell (Karl Kammel).

### Servizio all'estero
Alexander Leslie intraprese il servizio militare all'estero intorno al 1605, ed è rimasto all'estero fino al 1637, distinguendosi in numerose occasioni durante la Guerra dei Trent'anni (1618-1648), e giungendo infine al grado di feldmaresciallo.
Durante i suoi primi anni di servizio nei Paesi Bassi guadagnò una reputazione come bravo ufficiale, e si trasferì presto nell'esercito svedese, dove avanzò rapidamente. Nel 1627 il re di Svezia, Gustavo Adolfo (il Leone del Nord), lo nominò cavaliere e tenente generale. Il re ebbe un particolare affetto per lui, e gli affidò il controllo delle guarnigioni strategicamente fondamentali nella Germania del Nord, mentre il principale esercito svedese costituiva una testa di ponte sulla costa del Mar Baltico e avanzava lentamente verso sud.
Nel 1628, egli si distinse nel difendere con successo Stralsund contro il comandante imperiale Wallenstein e nel 1630 prese l'isola di Rügen per la Svezia.
Tornò brevemente in Scozia nel 1631, per sovrintendere al reclutamento e alla formazione dei volontari scozzese portati a Gustavo Adolfo da James, marchese di Hamilton. Leslie fu promosso in quell'occasione maggior generale nel 1631, ma fu ferito nel febbraio 1632 vicino ad Amburgo; ciononostante, Leslie combatté nella battaglia di Lützen, nel novembre 1632, dove fu ucciso il re Gustavo Adolfo. Poco dopo il 1630 addestrò le truppe in Moscovia. Nonostante la sua ferita, nel 1636 Leslie fu nominato feldmaresciallo dalla regina Cristina di Svezia, e fu uno dei comandanti svedesi nella Battaglia di Wittstock del 1636. Anche se il comandante in capo fu Johan Banér, la spettacolare vittoria dipese in gran parte dal lavoro di Leslie e del suo subordinato, un collega scozzese, il tenente generale James King.

### Ritorno in Scozia

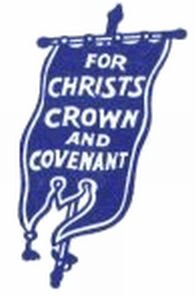

Nel 1638, Leslie fu costretto a ritornare in Scozia in risposta alla crisi determinata dal libro di preghiere dell'Arcivescovo Laud e la conseguente firma del Patto nazionale scozzese (Scottish National Covenant). Guidò l'esercito dei Covenanter nelle Guerre dei Vescovi.
I reggimenti scozzesi erano generalmente messi in campo dai capiclan, che obbligavano i loro dipendenti, per dovere feudale dovere o con la coercizione, ad inviare i loro parenti in battaglia. Il sostegno ai presbiteriani di Scozia era diffuso e l'esercito dei covenanter crebbe fino a oltre 20.000 uomini, dal 1639 sotto una bandiera blu recante il motto Alleanza Per Cristo e la Corona.
La reputazione e il credito di Leslie spinsero molti sotto le sue insegne, come scrissero sia l'ufficiale inglese John Aston che Sir Cheney Culpeper.

Dopo aver accumulato una notevole fortuna all'estero, fu in grado di importare dalla Svezia cannoni e fucili. Prese di sorpresa il castello di Edimburgo, senza perdere un solo uomo, contro i pochi realisti scozzesi rimasti nel settore. Egli condusse poi una brillante campagna nel Nord dell'Inghilterra, la vincendo le forze britanniche realiste nella Battaglia di Newburn. Da lì conquistò facilmente Newcastle esercitando pressioni sul re per giungere a un accordo con i Covenanter scozzesi. Quindi seguì il trattato di Londra.
Nel 1641 re Carlo gli conferì, a Holyrood, i titoli di Lord Balgonie e Duca di Leven, lo nominò capitano del Castello di Edimburgo e consigliere privato.

### Le guerre dei tre regni
Leven ebbe, nel 1642, il comando di un esercito di 10000 Covenanter irlandesi contro i ribelli cattolici della Confederazione irlandese. Tuttavia, non approvò la guerra di logoramento che prevalse in Irlanda e tornò in Scozia, lasciando al comando delle forze nell'Ulster il maggior generale Robert Monro.
Leven in seguito accettò il comando delle forze raccolte per l'invasione dell'Inghilterra, e di conseguenza fu accusato di aver violato il suo giuramento di fedeltà personale a re Carlo. Egli giunse a diventare comandante dell'esercito scozzese dal 1644 al 1646 e ha lottato per la Solenne Lega e Alleanza, che univa i Parlamenti scozzese e inglese contro le forze fedeli agli Stuart nei Tre Regni (Irlanda, Scozia e Inghilterra).
Nel 1644, Leven comandò l'esercito che marciò sull'Inghilterra per prendere parte al fallito assedio di York e del suo Castello, dopo aver riunito le proprie forze con quelle di Lord Fairfax, conte di Manchester; in seguito partecipò alla Battaglia di Marston Moor, dove le forze parlamentari inflissero uno schiacciante sconfitta al Principe Rupert e ai suoi cavalieri, giunti in soccorso di York.
Dopo Marston Moor, gli eserciti alleati si separarono e Leven tornò all'assedio di Newcastle, che conquistò nel mese di ottobre 1644. Egli era riluttante ad obbedire agli ordini del Parlamento inglese di marciare più a sud, a causa della minaccia rappresentata dal marchese di Montrose, in Scozia. Inviò David Leslie con la maggior parte della cavalleria scozzese contro Montrose, poi abbandonò l'assedio di Hereford che aveva iniziato nel settembre del 1645 e marciò con tutto il suo esercito verso la Scozia, dopo aver ricevuto notizia della vittoria di Montrose nella battaglia combattuta a Kilsyth. Dopo la vittoria decisiva su Montrose a Philiphaugh, Leven si recò ad assediare Newark. Dopo anni continui di campagna, lasciò Leslie a condurre l'assedio e si ritirò a Newcastle, nei primi mesi del 1646.

Quando Carlo si arrese di nuovo all'esercito scozzese nel maggio del 1646, fu posto sotto la responsabilità del generale Leven, che lo ricondusse in Inghilterra nel 1647, consegnandolo al Parlamento inglese.
Ad oltre settanta anni di età, mentre era ancora attivo, Leven trasferì il comando effettivo delle forze armate al generale David Leslie, nel quale aveva piena fiducia. Tuttavia, spaccature all'interno del Parlamento scozzese videro la fazione realista tentare di cacciare i radicali. Hamilton condusse oltre il confine, a sostegno del re, un esercito mal organizzato che fu sonoramente sconfitto dalle forze parlamentari inglesi di Oliver Cromwell. Ciò portò al ritorno al potere della fazione Argyll, in Scozia. Dopo l'esecuzione di Carlo I, gli Argyll dichiararono suo figlio, Carlo II, re di Gran Bretagna e d'Irlanda; ciò portò ad una invasione inglese della Scozia.
Leven guidò le manovre contro l'esercito invasore di Cromwell, che precedettero Battaglia di Dunbar (1650), nella quale i Covenanter scozzesi furono sconfitti.
Egli non accompagnò l'esercito scozzese-realista che invase l'Inghilterra con Carlo II nel 1651; ma ciononostante, nell'agosto, ebbe la sfortuna di essere catturato da un gruppo di dragoni inglesi, e fu inviato a Londra. Egli fu rinchiuso nella Torre di Londra per un po' di tempo, fino a che fu rilasciato dietro la promessa di un riscatto di 20000 sterline, che furono pagate a Northumberland. Successivamente a Londra venne arrestato per la seconda volta, ma le trattative che coinvolsero anche la regina di Svezia gli restituirono ancora la libertà.
Morì nel 1661 nel castello di Balgonie, Fife, Scozia.

## Curiosità
La filastrocca There was a crooked man (C'era un uomo storto) lamenta il tradimento della Corona scozzese da parte di Sir Alexander Leslie.